# Mandritsara (Distrikt)

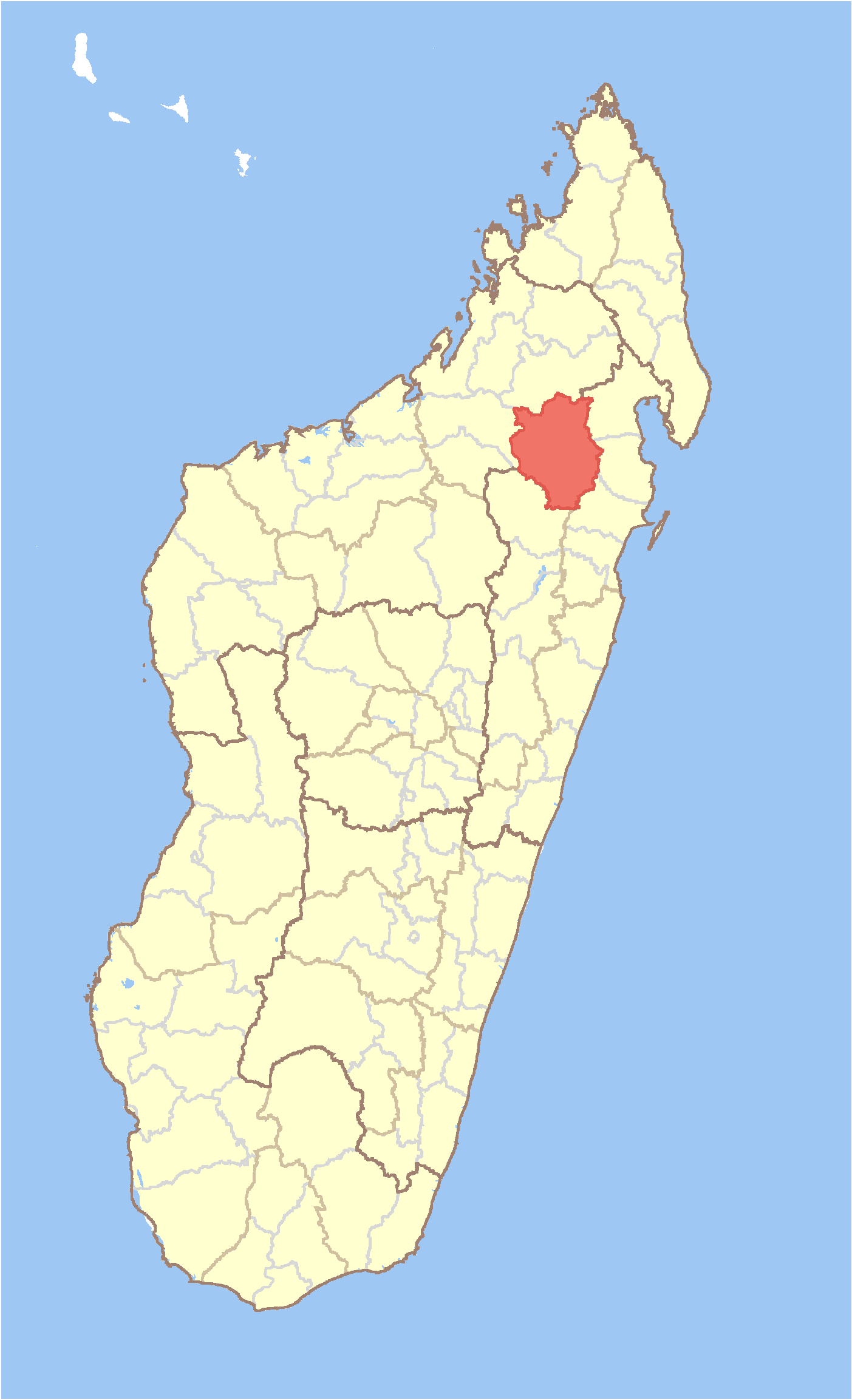
Lage des Distrikts Mandritsara auf Madagaskar

Mandritsara ist ein Distrikt im Norden der afrikanischen Insel Madagaskar. Er gehört zur Region Sofia in der (alten) Provinz Mahajanga (Majunga). 
Hauptstadt des Distrikts, zu dem 22 Gemeinden gehören, ist Mandritsara.
Im Jahr 2001 lebten 204.503 Einwohner auf einer Fläche von 10.512 km².
Zu dem Distrikt gehören 22 Gemeinden:
- Ambalakirajy
- Ambarikorano
- Ambaripaika
- Ambilombe
- Amboaboa
- Ambodiadabo
- Ambohisoa
- Amborondolo
- Ampatakamaroreny
- Andohajango
- Anjiabe
- Ankiabe Salohy
- Antanambaon'amberina
- Antananadava
- Antsatramidoladola
- Antsirabe Afovoany
- Antsoha
- Kalandy
- Manampaneva
- Mandritsara
- Marotandrano
- Tsaratanana